# Jacques Cambolive
Jacques Cambolive, né le 6 mai 1940 à Carcassonne (Aude), et décédé le 30 aout 2015 à Bram (Aude), est un homme politique français.

## Biographie
Enseignant, professeur de mathématiques, Jacques Cambolive, a durablement marqué sa ville, dans l'exercice de ses fonctions de maire et de député, en réalisant de nombreux projets. La construction du tout-à-l'égout et de la première station d'épuration, de la rocade, de la salle polyvalente,de la nouvelle Poste, du foyer-restaurant, de la caserne des pompiers et du centre social, l'agrandissement du gymnase, des écoles, la rénovation de l'avenue Charles de Gaulle et des Halles sont a mettre à son actif. Sans oubliez l'importante réalisation de l'échangeur  22 de l'A61, inauguré en 1993, qui permit d'ouvrir son territoire sur le Cabardès, la Malepère, la Piège, et l'Ariège et de créer une zone d'activité à proximité immédiate,,,. Il dirigera également le « Syndicat Sud-Oriental des eaux de la Montagne Noire » en service de 1947 à 2019 et « l'Institution interdépartementale pour l'aménagement hydraulique de la Montagne Noire » (IIAHMN) au moment de la construction du Lac de la Galaube. Un organisme créé en 1948 entre les départements de l'Aude, de la Haute Garonne et du Tarn, dont il prit la présidence à la suite du conseiller général du canton de  Cintegabelle, devenu Premier ministre, Lionel Jospin,,.

## Détail des fonctions et des mandats

### Mandats parlementaires
- Député de la 3e circonscription de l'Aude (12 mars 1978 - 22 mai 1981). Député suppléant de Robert Capdeville (1973 à 1978).
- Député de la 3e circonscription de l'Aude (14 juin 1981 - 1er avril 1986)
- Député de l'Aude (16 mars 1986 - 14 mai 1988)[10]
- Député de la 3e circonscription de l'Aude (5 juin 1988 - 1er avril 1993)[11]

### Mandats communaux
- Maire de Bram (1971-2003)[12].

### Mandats intercommunaux
- Président de la communauté de communes de la Piège et du Lauragais (2001-2008)
- Président de l'Institution interdépartementale pour l'aménagement hydraulique de la Montagne Noire (1998-2000)
- Président du Syndicat Sud-Oriental des eaux de la Montagne Noire (1989-2011)[13],[14],[15]

### Mandats départementaux
- Conseiller général du canton de Fanjeaux (1970-2001)
- Vice président du conseil général (1973-1978)

### Décoration et postérité
- Officier de la Légion d'honneur (2015)[16]
- Chevalier de la Légion d'honneur (2000)
- La salle où se déroulait le conseil municipal jusqu'en 2021 porta son nom[17].
- Le pôle « petite enfance » intercommunal où se trouve la crèche porte son nom.
- Maire honoraire (arrêté préfectoral no 2003-3587 de 2004)

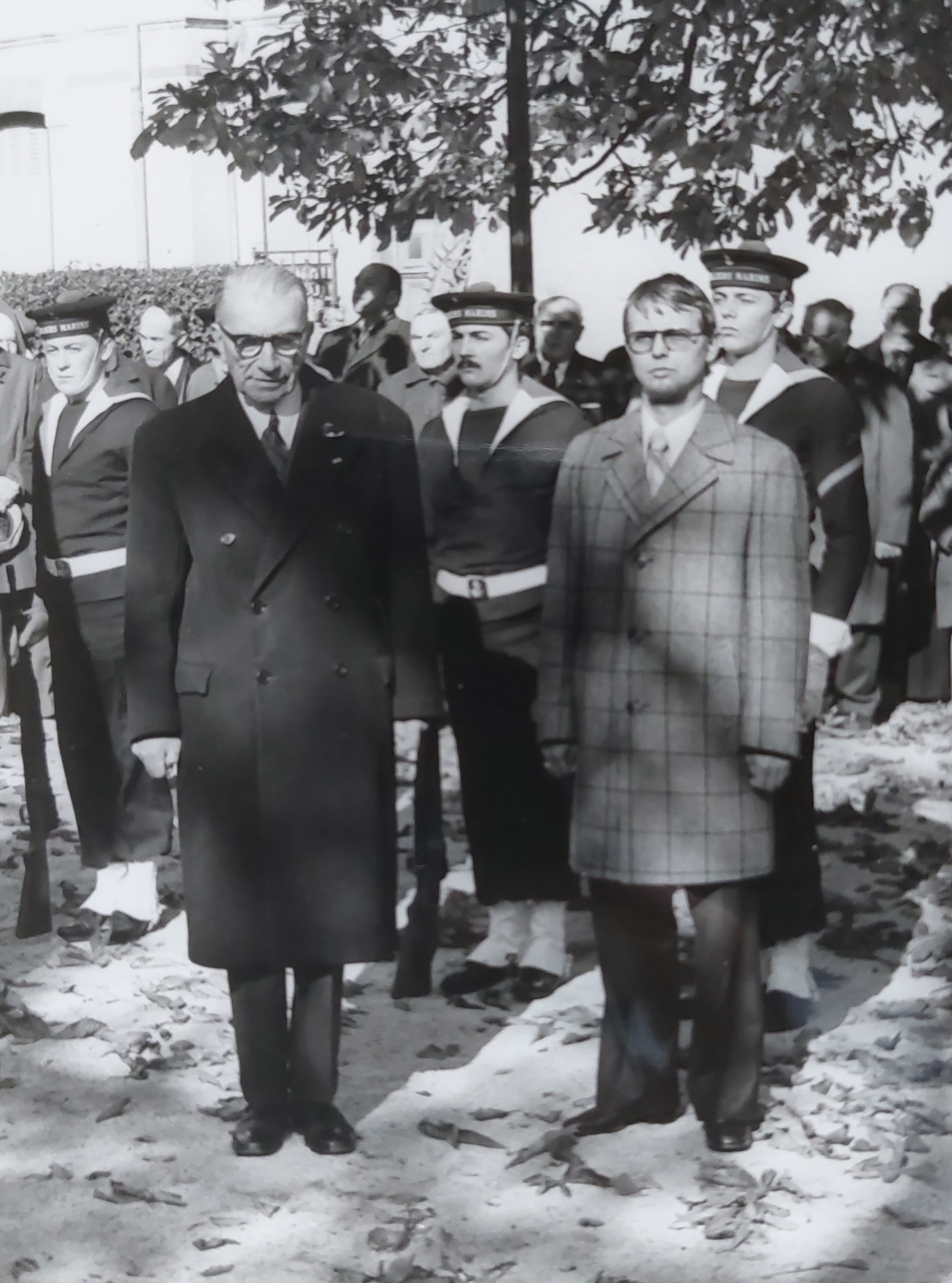
Jacques Cambolive, conseiller général,  en compagnie de son prédécesseur à la mairie de Bram, Jacques Le Franc de Pompignan, le 11 novembre 1970.
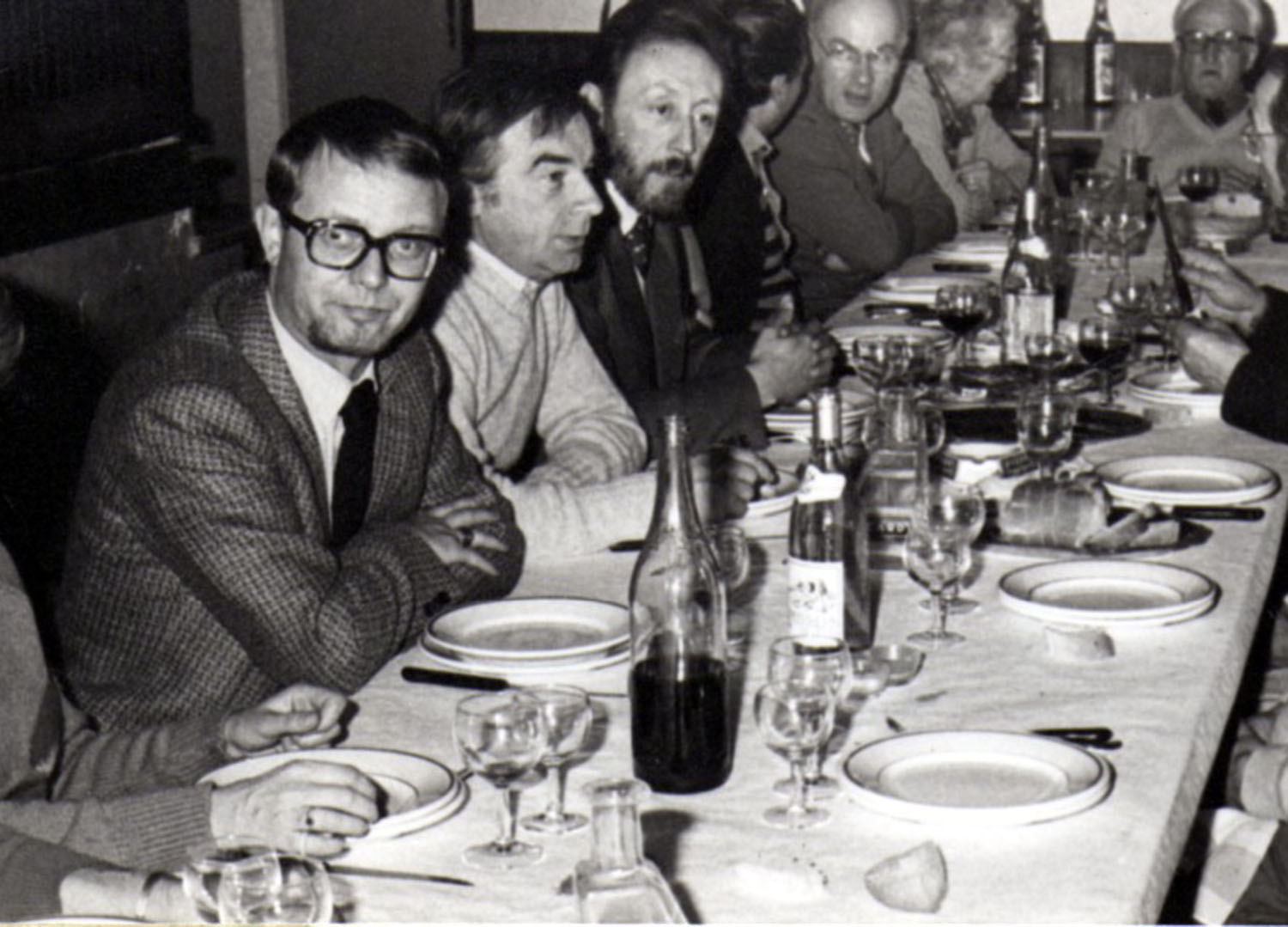
Jacques Cambolive avec à sa gauche Raymond Courrière et Paul Durand en 1981.
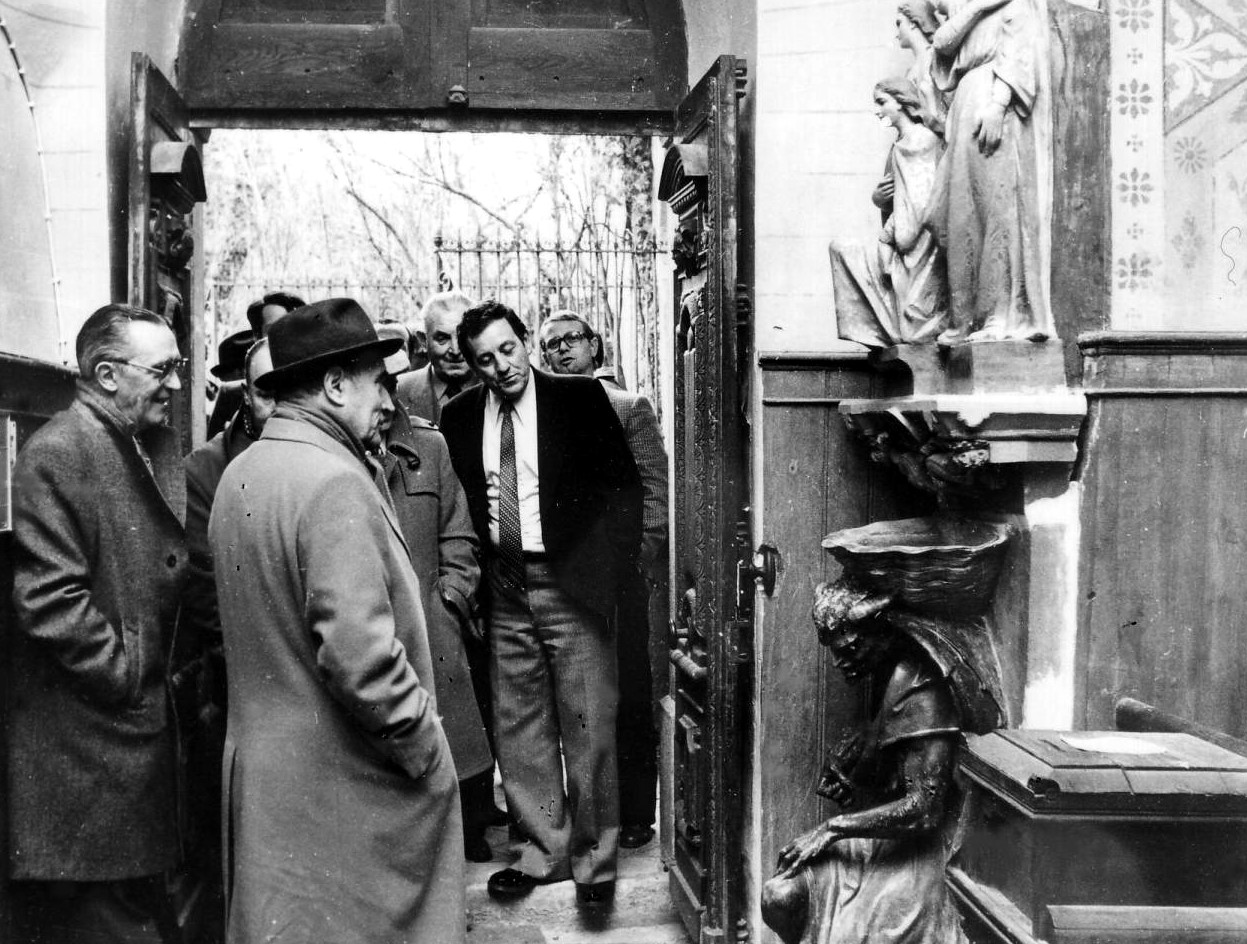
Jacques Cambolive (à l'arrière-plan) avec François Mitterrand lors d'une visite à Rennes-le-Château le 2 mars 1981.
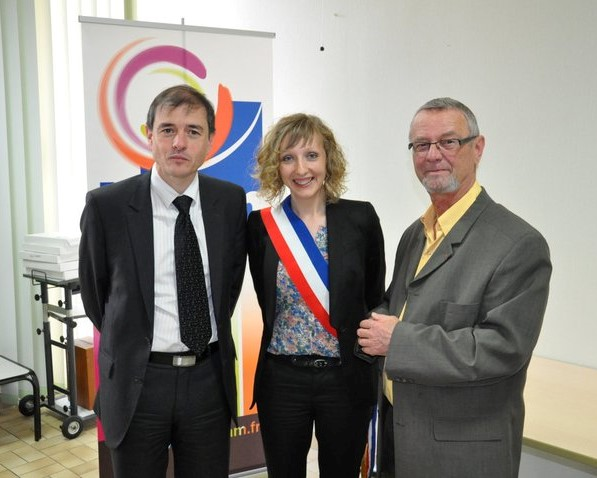
En compagnie de ses successeurs à la mairie de Bram, André Viola et Claudie Faucon-Méjean en 2011.